# Ines Österle
Ines Österle (* 11. März 1984 in Stuttgart) ist eine ehemalige deutsche Fußballspielerin.

## Fußball
Die Mittelfeldspielerin und Stürmerin spielte in der Saison 2008/09 für den italienischen Erstligisten Fiammamonza. Ihre Karriere begann Österle 1994 bei der SG Schorndorf von wo sie 2001 zum VfL Sindelfingen wechselte. In der Saison 2003/2004 spielte Österle erstmals für Fiammamonza, 2004 wechselte sie dann zum Bundesligisten SC Freiburg, wo sie drei Jahre spielte. In der Saison 2007/2008 trug sie das Trikot des Erstligisten ACF Milan in Italien. In der württembergischen Auswahl kam Österle in der U15, U17, U19 und U21 zum Einsatz, in der südbadischen Auswahl dann ebenfalls in der U21.
Zum Ende der Saison 2008/2009 beendete sie ihre Karriere als aktive Spielerin.

## Persönliches
Österle studierte Sport und Volkswirtschaftslehre an der Universität Freiburg bzw. an der Università Bocconi in Mailand.

## Aktivitäten
Seit 2008 trainiert Österle eine Fußballmannschaft, deren Mitglieder sozial benachteiligte Roma Jungs und Mädchen aus Mailand sind. Im April 2010 mitbegründete sie die gemeinnützige UG Football and Roma (haftungsbeschränkt) mit Sitz in Schorndorf. Ziel der Organisation ist es, die Teilnahme an fußballerischen Aktivitäten von sozial benachteiligten Kindern, insbesondere Roma Kindern, zu fördern. Dies soll konkret durch den Aufbau von Fußballprojekten erreicht werden, aber auch durch die finanzielle und ideelle Unterstützung von Fußballprojekten anderer Träger. 

## Veröffentlichungen
mit Tom Peters: Fußball für die Waisen Europas. In: Gerd Dembowsky und Diethelm Blecking (Hrsg.): Der Ball ist bunt. Brandes & Apsel, Frankfurt 2010, ISBN 9783860996140, S. 166–175